# La ruota delle meraviglie - Wonder Wheel
La ruota delle meraviglie - Wonder Wheel (Wonder Wheel) è un film del 2017 scritto e diretto da Woody Allen.

## Trama
La storia è narrata dal bagnino e aspirante commediografo Mickey direttamente agli spettatori rompendo la quarta parete.
Coney Island, anni cinquanta. Ginny è una ex attrice trentanovenne che lavora come cameriera presso un modesto ristorante situato in un parco giochi vicino alla costa. Ha un rapporto difficile sia con il secondo marito Humpty, rude ex alcolista, sia con il figlio Ritchie, avuto dal primo coniuge e dedito alla piromania; inoltre è frustrata da una vita priva di prospettive e dal ricordo del fallimento del precedente matrimonio, di cui si sente colpevole poiché macchiatasi di infedeltà. 
Ginny ha un rapporto extraconiugale con Mickey, che è più giovane di lei, ma la loro relazione viene disturbata dalla figlia di Humpty, Carolina, che il ragazzo conosce casualmente: orfana di madre, la giovane è in fuga da un matrimonio fallito con Frank, un gangster e, conoscendone molti segreti, è inseguita da alcuni suoi scagnozzi che vogliono metterla a tacere, così decide di nascondersi dal padre che l'aveva ripudiata da anni. Inizialmente Humpty è furioso all'idea di riaverla a casa, ma in seguito si riconcilia con lei e comincia pure a viziarla anteponendola a moglie e figliastro e pagandole personalmente la scuola serale. Ginny le trova poi un'occupazione da cameriera nel ristorante dove lavora. Una prima visita di Nick e Angelo, due uomini di Frank, viene vanificata dall'intervento di Humpty, che dichiara di non avere più a che fare con la ragazza da anni.
Dopo aver saputo dell'attrazione che Mickey prova nei confronti di Carolina, Ginny diventa morbosamente gelosa: rubando i risparmi di Humpty, tenta di attirare maggiormente le attenzioni dell'amante regalandogli un orologio da quattrocento dollari per il suo compleanno, ma lui, in preda ai rimorsi, opta per troncare la relazione. La donna, delusa, riprende dunque a bere e trascina nuovamente nell'alcolismo anche Humpty.
Mickey invita in pizzeria Carolina, la quale annuncia la notizia in famiglia. Ginny, che inizialmente vuole inseguirla per coglierla sul fatto, nota per strada Nick e Angelo, che hanno trovato la giovane e sanno dove andrà a cena. Allarmata, telefona al locale ma all'ultimo momento si rende conto dell'occasione per separare i due ragazzi e mette giù il ricevitore, consegnando, di fatto, la figliastra ai suoi aguzzini. Dopo la cena con Mickey, che le se è ufficialmente dichiarato, Carolina si allontana da sola per elaborare quanto avvenuto mentre i due sicari la pedinano.
Il giorno dopo non v'è traccia della giovane, e Humpty la cerca disperatamente interrogando Mickey a riguardo. Il giovane va infine da Ginny, trovandola ubriaca e con addosso un vestito di scena, e le illustra di aver capito quanto accaduto, avendo saputo della telefonata in pizzeria in cui nessuno ha parlato. Mickey, prima di lasciarla per sempre, la accusa apertamente mentre lei si perde in citazioni teatrali, senza confessare ma neanche negare quanto rinfacciatole. Poco dopo Humpty, tornato a casa, disperato per le vane ricerche della figlia e consapevole della tragica fine a cui rischiava di andare incontro, chiede a Ginny di ricominciare da capo e la invita a conoscere le moglie dei suoi amici a una battuta di pesca ma la donna preferisce continuare con lo stile di vita infelice e sregolato di sempre.

## Accoglienza

### Incassi
Il film, costato venticinque milioni di dollari, ne ha incassati complessivamente solo quindici. 